# Vodum

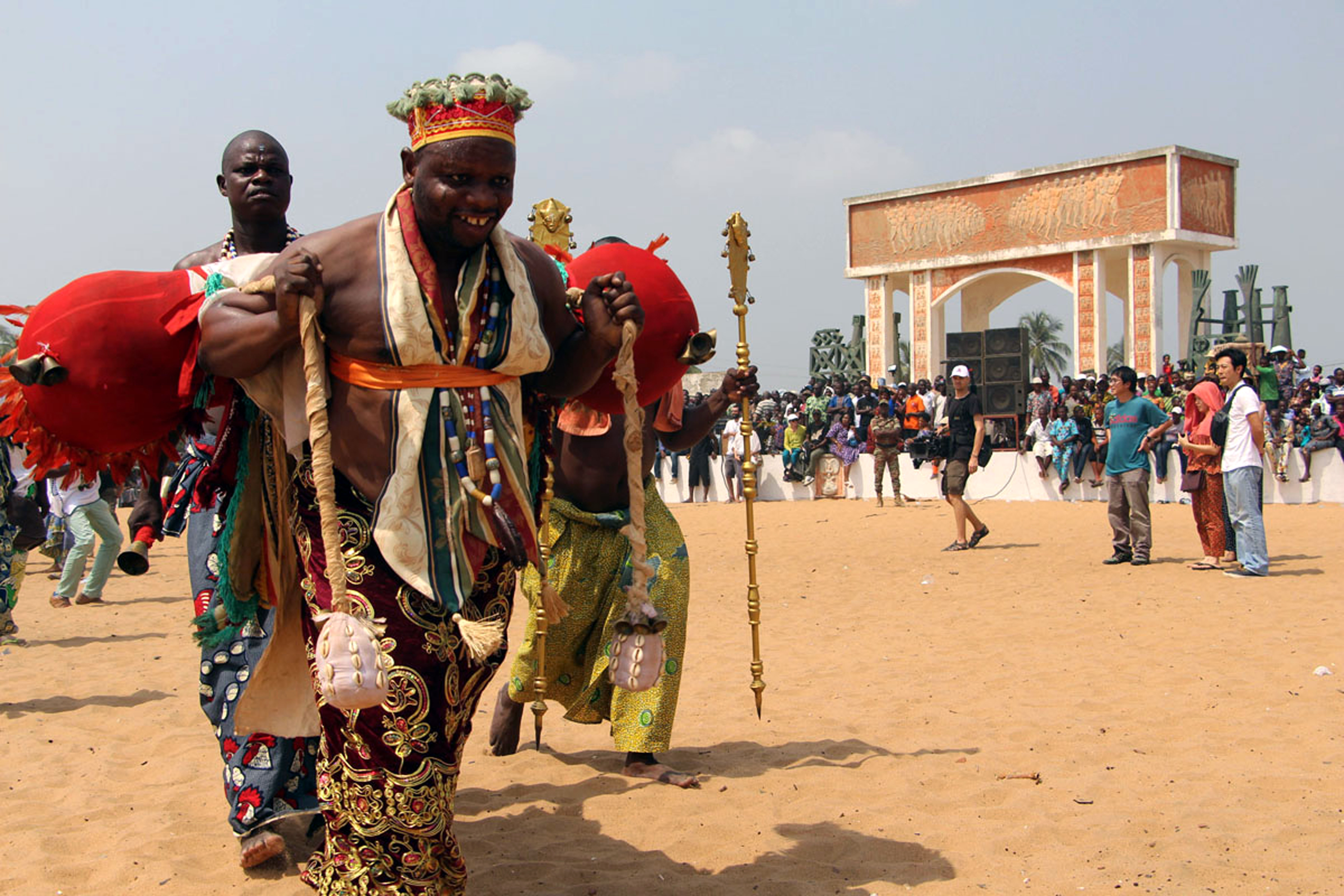
Dança vodum em Uidá

Vodum, vudu ou vodu (em fon, vodun; em francês: voodoo ou vodou, /ˈvuːduː/, vo̅o̅′do̅o̅) termo que se refere aos vários ramos de uma tradição religiosa baseada nos ancestrais (negros antilhanos de origem animista) que tem as suas raízes primárias entre os povos Jeje-Fon do Benim, atual religião nacional, com mais de 7 milhões de adeptos.
Além da tradição fon, ou do Daomé, que permaneceu na África, existem tradições relacionadas que lançaram raízes no novo mundo durante a época do tráfico transatlântico de escravos (século XVI - século XIX) e que persistem até hoje, tais como o candomblé brasileiro, o tambor de mina maranhense, o vodu haitiano, a santería cubana, o vudu da Luisiana estadunidense, etc. "Vodum" pode designar tanto a religião quanto os espíritos centrais nessa religião.

## África
O vodum da África Ocidental (Vodun ou Vudun na língua fon do Benin e da Nigéria e na língua jeje do Togo e Gana) é uma religião tradicional da costa dessa costa, da Nigéria a Gana. É distinta das religiões animistas tradicionais do interior desses mesmos países, e semelhante a diversas religiões surgidas com a diáspora africana no novo mundo, como o vodu haitiano, o vodu da dominicano, o candomblé jeje no Brasil, o vodu da Luisiana e a santería em Cuba, que são sincretizadas com o cristianismo e as religiões tradicionais africanas do povo bacongo.

É praticado pelos jejes, cabiés, minas, fons e (com um nome diferente) os povos iorubás do sudeste do Gana, Togo meridional e central, Benin meridional e central, e sudoeste da Nigéria. A palavra vodún (pronunciado vodṹ - ou seja, com um u nasal em um tom alto) é o termo gbe (jeje-fon) para a palavra "espírito".

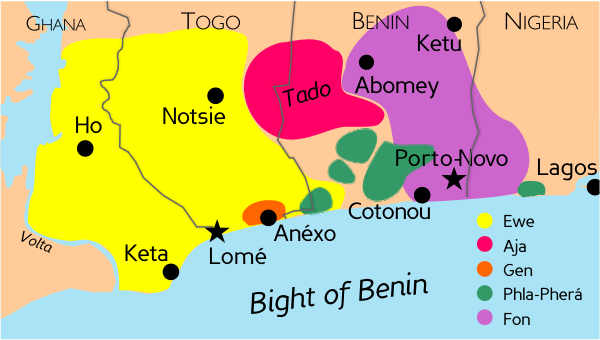
Área original do vodu e das línguas bês

Cerca de 60% da população do Benim, aproximadamente 4,5 milhões de pessoas, praticam vodum. Além disso, muitos dos 15% da população beninense que se denominam "cristãos" praticam, na verdade, uma religião sincretizada, semelhante ao vodu haitiano ou ao candomblé brasileiro. Muitos deles são descendentes de escravos libertos brasileiros que se fixaram na costa perto de Uidá. Em Togo, cerca de metade da população indígena pratica religiões, das quais o vodum é, de longe, a mais seguida, com cerca de 2,5 milhões de seguidores. Pode haver outros milhões de vodunces entre os jejes de Gana: 13% da população de 20 milhões são jejes e 38% dos ganenses pratica religiões tradicionais. Cerca de 14 milhões dos nigerianos pratica religiões tradicionais, principalmente o vodum.

## Brasil
A tradição e a cultura dos escravos jejes, fons, minas, fantes e axântis deram origem no Brasil às tradições conhecidas como:
- Candomblé jeje: teve início em Salvador e no Recôncavo baiano, nas cidades de Cachoeira e São Félix e outras, depois migrou para o Rio de Janeiro, São Paulo em maior número.
- Tambor de Mina: teve sua origem em São Luís com a Casa das Minas, de culto mina-jeje e a Casa de Nagô, de culto mina-nagô. Posteriormente foi inserido no estado do Pará.
- Xangô do Nordeste, Xangô do Recife, Xangô de Pernambuco ou Nagô-ebá ou Jeje-Nagô: teve início no nordeste do Brasil. Uma parte migrou depois para outros estados.
- Batuque (religião), no Rio Grande do Sul, que embora cultue os orixás tem influência jeje, chegando, a partir deste estado brasileiro, até ao Uruguai e à Argentina.

## Cuba
A tradição fon mais ou menos "pura" de Cuba é conhecida como La Regla Arará. Ver também: Santería.

## Estados Unidos
É importante notar que a palavra vodu é a mais comum, conhecida e usada na cultura popular americana, embora seja vista como ofensiva pelas comunidades praticantes da Diáspora africana. As soletrações diferentes deste termo podem ser explicadas como segue:
A palavra vodu é usada para descrever a tradição creole de New Orleans; vodou é usado para descrever a tradição vodu haitiana.
O vodu da Luisiana, também conhecido como vodu de Nova Orleães, é uma religião da diáspora africana, uma forma de espiritualidade que foi desenvolvida falando-se a língua francesa e o Creole pela população Afro-americana do estado de Luisiana, nos Estados Unidos.

## Haiti
O vodu haitiano, chamado de Sèvis Gine ("serviço africano") no Haiti, tem também fortes elementos dos povos Ibos, congos da África Central e dos Iorubás da Nigéria, embora muitos povos diferentes ou "nações" da África tenham representação na liturgia do Sèvis Gine, assim como os índios tainos, os povos originais da ilha agora conhecida como Hispaniola.
Formas crioulas de vodu existem no Haiti (onde é nativo), na República Dominicana, em partes de Cuba, e nos Estados Unidos, e em outros lugares em que os imigrantes de Haiti dispersaram durante os anos.  É similar a outras religiões da diáspora africana, tais como Lukumi ou Regla de Ocha (conhecida também como santería) em Cuba, candomblé e umbanda no Brasil, todas essas religiões que evoluíram entre descendentes de africanos transplantados nas Américas.

## Voduns
Mawu é o ser supremo dos povos jejes e fons, que criou a terra e os seres vivos e engendrou os voduns, divindades que a ("Mawu" é do gênero feminino) secundariam no comando do universo. Ela é associada a Lissá, que é masculino, e também corresponsável pela criação, e os voduns são filhos e descendentes de ambos. A divindade dupla Mawu-Lissá é intitulada Dadá Sebô (Grande Pai Espírito Vital).
Os voduns na África são agrupados em "famílias" chefiadas por um vodum principal, ora representando um elemento ou fenômeno da natureza, ora da cultura. Existem, basicamente, 4 famílias principais:
- Os Jivodum, ou "voduns do alto", chefiados por Sô (forma basilar de Quevioço).
- Os Aivodum, que são os voduns da terra, chefiados por Sapatá.
- Os Tôvodum, que são voduns próprios de uma determinada localidade (variados).
- Os Henuvodum, que são voduns cultuados por certos clãs que se consideram seus descendentes (variados).

No Brasil, os voduns são cultuados nos terreiros de candomblé, sobretudo nos da nação jeje, onde ainda se conserva alguma lembrança da divisão por famílias.
- Fá - vodum do oráculo, senhor da adivinhação.
- Aizã - Senhora guardiã do portal entre os dois mundos (espiritual e material).
- Elebá - Elebató, Dono das ruas, dinheiro, mercados e da fala é também muito comum sua presença nas entradas dos templos para a proteção dele.
- Gú - Senhor de Húntójí, o ferreiro e agricultor, dono e criador de todas as armas. Caçador e guerreiro.
- Atólú - Vodum guerreiro, guardião do palácio do rei de Savalú, Toxwyó da cidade de Savé.
- Agé - Agé gbénú, vodum caçador e guardião das matas, Isaýin, Igbò e Agémà seriam de sua família e junto aos Zàngbétó são os donos de toda a folha e a cura através dela.
- Loco - Divindade que reside dentro de uma árvore, o primogênito dentre os voduns e junto a agé são responsável no Candomblé brasileiro por observar e manter os preceitos e e segredos do culto ao Vódùn. temos em sua família: Lòkò-hokò, Lòkò Kpásè e Atindánlokò.
- Bessém - Divindade serpente, sincretizada em Daomé com Dã
- Sapatá - Vódùn da Varíola, possui muitos títulos, tem relação com as doenças, enfermos e a cura. Tem grande enfase no culto do candomblé Její Savalú, seria seus titulos Azònsú, Azònwaní, Ayíonò, Azòn, Jéxòsú e em sua família encontramos: Ohólú, Avímaádjí ou Azòn djí, Azilé, Kpálálá e Yieowá.
- Sobô - Vódùn do raio, que junto a sua família está relacionado a muitos fenômenos da natureza como a Chuva, Tempestades, furacões tufões, fogo e etc. e dentro de sua família encontramos muitos outros voduns pertencentes ao panteão de voduns das aguas, então temos: Quevioço, Badé, Càngò, Akloòmblé, Adèèn, Averequete e etc.
- Hú - Vodun chefe do panteão dos voduns das aguas, nela temos outro voduns como: Tòkpádún, Tògbòsí, Agbè, Nayiè Watá.
- Nánà - Senhora da Vida e da morte, Vodun muito respeitada dentro do candomblé e com grande importância para os Savalú.
- Kenesí - Equivalente ao culto das Iamis do iorubá, culto pouco conhecido no Brasil
- Kututó - Equivalente ao culto de Babá Egum do iorubá, culto pouco conhecido no brasil e não feito em casas de candomblé.

É muito comum também, perceber a participação dos voduns em outras famílias e saber que existem muitos outros voduns que o culto não chegou até o brasil ou que o culto foi agrupado a outra divindade.
Os voduns da Casa das Minas, templo de tambor de mina do Maranhão, de quem se conhecem os nomes de aproximadamente sessenta, agrupam-se em três famílias principais e duas que são hóspedes da casa, a saber: a família de Davice, também chamada de família real, a que pertence o vodum dono da casa, Toi Zomadônu e outros, que como ele são relacionados com a família real do Daomé, como: Toi Dadarrô, Toi Doçú-Bogueçagajá, Toi Bedigá, Nochê Sepazin, Toi Daco-Donu, Toi Nagono Toçá, Toi Nagono Tocé e Toi Jagoroboçú; a família de Quevioço (dos voduns chamados nagôs), como Toi Badé Neném Quevioço (Xangô), Nochê Sobô Babadi (Iansã), Toi Loco (Irocô), Toi Lissá (Oxalá), Toi Averequete, Nochê Abê (Iemanjá) e outros; a família de Dambirá (que cura a peste e outras doenças), chefiada por Toi Acóssi Sapatá Odã e que incluí entre outros Toi Azíle, Toi Agonçozonce Dambirá, Toi Polibojí, Toi Lepon, Toi Alôgüé, Nochê Ieuá, Nochê Bôçalabê e Toi Boçucó.
Existem ainda os voduns Toi Ajaúto de Aladánu e Toi Avrejó que formam a família de Aladanu, hóspede de Quevioçô, e os voduns agrupados na família de Savaluno, hóspede de Davice, como Toi Agongono e Toi Jotin. Cada família ocupa uma parte específica da casa e tem cânticos, comportamentos e atividades próprias. O título de Toi significa que o vodum é masculino e o título de Nochê significa que o vodum é feminino.

## Rituais
Voduns não usam roupas luxuosas, não gostam de roupas de festa e, geralmente, preferem a boa e velha roupa de ração. As danças são cadenciadas em um ritmo mais denso e pesado. Os voduns estão sempre de olhos abertos e, salvo algumas exceções, conversam (usando preferencialmente um dialeto próprio) e dão conselhos a quem os procura.

### Iniciação
A iniciação ao culto dos voduns é complexa principalmente no começo da sistematização e organização do candomblé que a tornava muito longa e bem duradoura com fundamentos internos e externos e muitos ritos que enriqueciam mais ainda o povo její e o diferenciava de outras culturas como o processo do Glá, Dengwe, Mixaô, aprendizagem do Húngbè, Núbyatô e etc.  

## Hierarquia
- Gàniyákú - "A senhora da saia longa" ou a mais velha entre os jejís, por isso geralmente esse titulo e ocupado pela representante da casa matriz de cada vertente Její seja ela Maxí ou Savalú.
- Húngbónò - Hùngbónà - aquele ou aquela que possui os conhecimentos sobre o culto ao vódùn, titulo dado ao sacerdote assim que toma a frente de uma casa.
- Dònné - Dònté e o primeiro titulo ao qual o recém sacerdote passa a ser chamado.
- Méjító - é um titulo oriundo do Kpó-Dáágbá (casa de grande referência její do Rio de Janeiro), titulo sacerdotal assumido por mulheres.
- Vódùnnò - Vódúnnà - titulo daquele ou aquela que é o zelador do templo de um determinado Vódùn.
- Méhùntó - Méhùnnà - auxiliares maiores do Zelador, no Maxí encontramos: Méhuntó e Deré/ Mehuntó e Hunsô, postos similares à Babá Kekerê e Iya Kekerê.
- Ogà e Anágàn - Homem e mulher que não é tomado pelo vodun e que pode receber diversos postos como Kpènjígán, Húntó, Ekedjí, Hùnsó, Dúgàn e etc.
- Hùnsémà ou Sénmàtó - posto dado para aquele que irar cuidar do plantio e coisas voltadas para as folhas, arvores e etc.

## Arte vodum
Em primeiro lugar, deve-se pensar que a estética vodum não atende - e nem se propõe a isso - às demandas da arte ocidentais no que se refere à beleza. A dimensão do belo está presente na vivência das pessoas que cultuam os vodums, mas o principal objetivo dessa arte está na funcionalidade, ou seja, atender aos desejos de seus fiéis. 
Outro aspecto extremamente importante para se destacar na arte vodun é o seu caráter compósito. Isso significa dizer que ela é feita, na maioria das vezes, por montagens (assemblage), partindo de uma escolha deliberada das personagens históricas, visto que esses povos do Daomé sabiam produzir objetos por meio do entalhe de peças únicas, mas preferiram construí-los com diversos materiais.Para a historiadora Suzanne Blier, essa montagem característica  das artes vodun pode ser explicada por meio da história do Reino do Daomé. Isso porque os daomeanos tinham como característica a incorporação de diversos povos, culturas e conhecimentos em sua base de saberes. Destaca-se ainda o fato de que a própria esposa do rei não podia ser de uma linhagem real, ou seja, elas foram em algum momento prisioneiras de guerra ou obtidas através de negociações com outras linhagens diferentes das do rei. Dessa forma, constantemente o panteão vodun e os padrões estéticos do Daomé eram renovados, pois a nova rainha trazia consigo as suas referências artísticas. A própria Suzanne Blair resume seu argumento: “Talvez consciente de seu cenário de encruzilhada, [o Reino do] Daomé enfatizou a montagem como um meio de se aliar simultaneamente a essas culturas muito díspares.”
Além disso, outro aspecto importante para a arte vodun é a ideia do inacabado. Segundo Dana Rush: o sistema religioso Vodun e sua estética associada são movidos por flutuação, transformação e abertura. A continuidade do Vodun depende de sua capacidade de permanecer relevante e eficaz na vida de seus praticantes. Se não for eficaz, acaba; deixa de ser; termina. Neste artigo, argumento que esse sistema estético proteico e agentivo que prospera em tal fluxo e possibilidade é melhor descrito em termos do efêmero, do incompleto, do 'inacabado'"
A arte vodun é inacabada porque ela sempre está também em um lugar de interação para com as pessoas, porque elas também ajudam a dar significados aos objetos artísticos. Em outras palavras, a estética vodun só continua tendo sentido se ela é constantemente alvo de contato e comunicação. Tirá-la de contexto é transformá-la em fetiche, ou seja, ver os artefatos sagrados como um fim em si mesmo. Essa característica marca uma grande diferença entre a arte vodum e a arte ocidental, pois a segunda é vista como algo que deve ser apenas apreciado com a visão, e tocá-la geralmente é considerado uma infração. Em outras palavras, os objetos artísticos ocidentais não foram produzidos para interagir com seus admiradores. Por outro lado, essa "abordagem sensorial", assim como foi chamada por Henry Drewal, dos fiéis com a arte vodum se dá por meio da visão, audição, paladar, fala, tato, movimento e percepções extra-sensoriais. Tudo isso tem como objetivo ajudar na compreensão da arte e de suas funções, ficando claro na imagem abaixo, onde é possível notar que os objetos carregam acúmulo de pátina ritual formada pelos ritos que envolvem tais artefatos. Nessas cerimônias, as pessoas acendem velas e passam as mãos nas estátuas que compõem o altar, além de também fazerem oferendas às divindades por meio de sangue ou alimentos e bebidas.

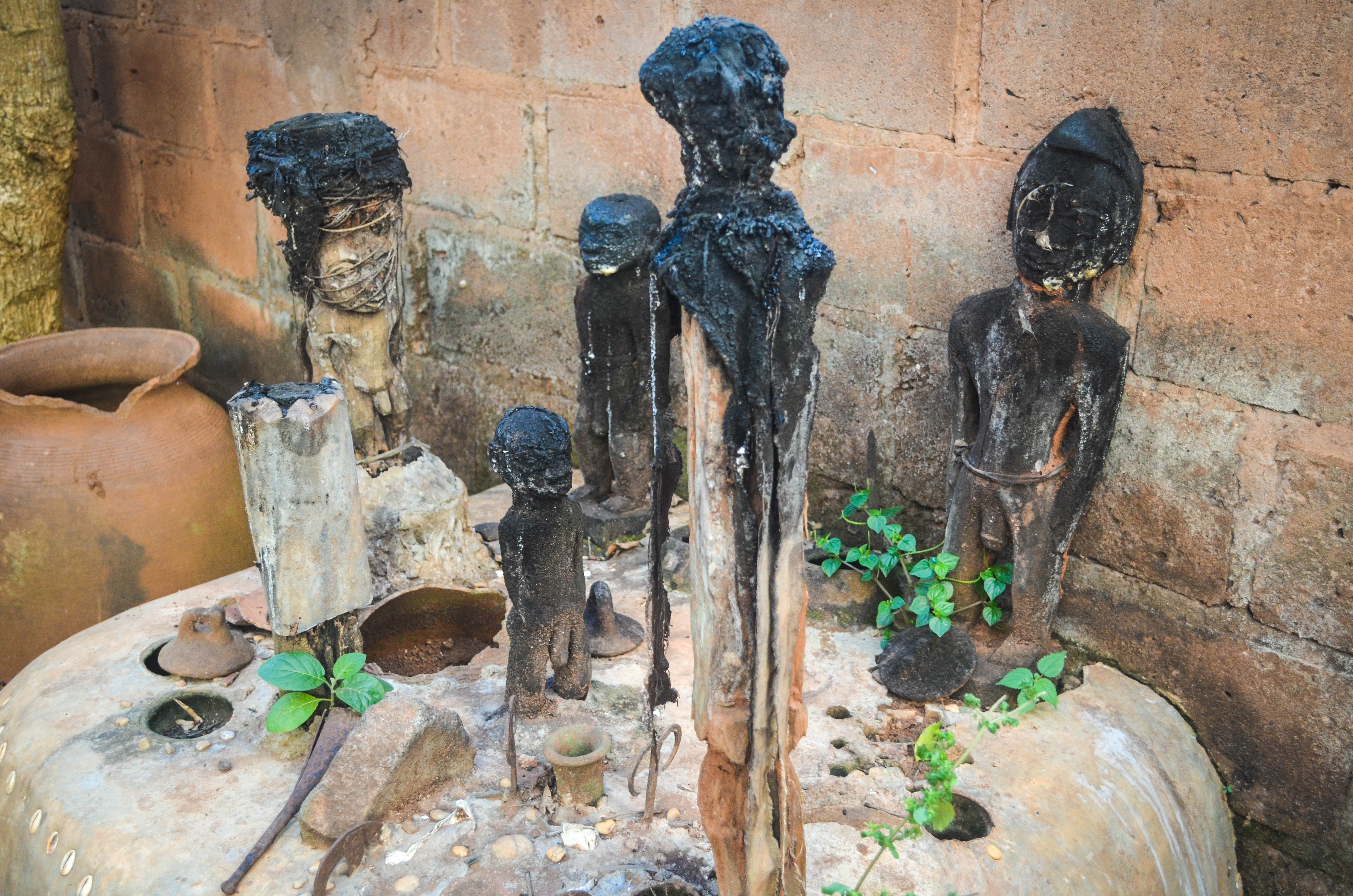
Altar vodum no Benim (2013)

É importante destacar também a ideia de opacidade da arte vodun, ou seja, a não compreensão de todos os seus significados pode ser vista como um aspecto positivo. Essa incompreensão foi tomada como defesa no contexto colonial, pois a “compreensão” andava de mãos dadas com a subjugação. Dessa forma, não entender tudo que era representado nos objetos artísticos era um valor e fazia parte da estética vodun.